# 草甸黄堇
草甸黄堇（学名：Corydalis prattii）为罂粟科紫堇属下的一个种。

## 扩展阅读
- 維基物種上的相關：草甸黄堇